# جوي نيفيل
جوي نيفيل (بالإنجليزية: Joy Neville)‏ هي مُدرسة أيرلندية، ولدت في 24 يوليو 1983 في ليمريك في جمهورية أيرلندا.